# Burg Allersburg (Dorfen)
Die Burg Allersburg ist eine abgegangene hochmittelalterliche Burg in der Gemeinde Dorfen im Landkreis Erding in Bayern.

## Beschreibung

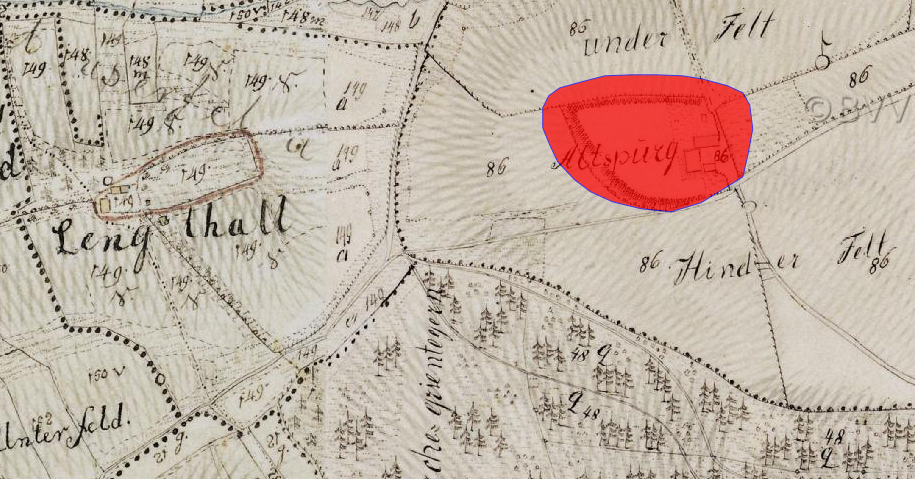
Lageplan von Burg Allersburg (Dorfen) auf dem Urkataster von Bayern

Sie lag laut bayerischer Uraufnahme zwischen Längthal und Haid südlich des Rettenbacher Baches. Der Edelsitz Allersburg lag im Pfleggericht Erding des Kurfürstentums Bayern.

## Geschichte
1760 war Johann Ignaz Freiherr von Pfetten Inhaber der Hofmark. Allersburg (auch "Altspurg") gehörte zur 1818 gegründeten Gemeinde Grüntegernbach. 1867 war Allersburg als Einöde in der Gemeinde Grüntegernbach noch erwähnt, 1964 war der Ort nicht mehr verzeichnet. Heute ist die Stelle als Bodendenkmal D-1-7639-0002 Burgstall des Mittelalters und abgegangener Edelsitz der frühen Neuzeit („Allersburg“) vom Bayerischen Landesamt für Denkmalpflege erfasst.